# 鬼界島
鬼界島是一個在日本歷史記載中位於九州南部的島嶼，在平安時代屬於薩摩國轄下。1177年，鹿谷陰謀事件中，陰謀推翻平家的藤原成經、平康賴、俊寬僧都被逮捕後，被流放到鬼界島。
根據《平家物語》的記載，當時鬼界島與日本少有船隻往來，人煙稀少，居民膚色很黑，語言難懂，男不戴冠、女不披髮；不耕田、養蠶、織布，惟知漁獵；島中四處都是高山，常年噴著火焰，四處充滿硫磺，所以又被稱作「硫磺島」。
1178年，藤原成經和平康賴先後被赦免回到京都，只有俊寬未獲赦免，最終病死鬼界島。
1466年，根據琉球史書《球陽》記載，有尚德王曾率兵攻打鬼界島的簡短描述，文中攻打的鬼界島疑為喜界島。
根據現代日本學者的考證，認為鬼界島可能是下列兩座島嶼之一：
- 喜界島：人類學家鈴木尚曾在喜界島所謂的「俊寬僧都墓」中發現了一具與該島原住民完全不同的貴族型頭骨。
- 硫磺島：另外一些學者則根據《平家物語》所記載鬼界島的別稱，認為鬼界島應是現在位於大隅群島的硫磺島。